# Canton de Masevaux-Niederbruck
Le canton de Masevaux-Niederbruck, précédemment appelé canton de Masevaux, est une circonscription électorale française située dans le département du Haut-Rhin, en région Grand Est.

## Histoire
Un nouveau découpage territorial du Haut-Rhin entre en vigueur à l'occasion des élections départementales de 2015. Il est défini par le décret du 21 février 2014, en application des lois du 17 mai 2013 (loi organique 2013-402 et loi 2013-403). Les conseillers départementaux sont, à compter de ces élections, élus au scrutin majoritaire binominal mixte. Les électeurs de chaque canton élisent au Conseil départemental, nouvelle appellation du Conseil général, deux membres de sexe différent, qui se présentent en binôme de candidats. Les conseillers départementaux sont élus pour 6 ans au scrutin binominal majoritaire à deux tours, l'accès au second tour nécessitant 12,5 % des inscrits au 1er tour. En outre la totalité des conseillers départementaux est renouvelée. Ce nouveau mode de scrutin nécessite un redécoupage des cantons dont le nombre est divisé par deux avec arrondi à l'unité impaire supérieure si ce nombre n'est pas entier impair, assorti de conditions de seuils minimaux. Dans le Haut-Rhin, le nombre de cantons passe ainsi de 31 à 17.
Maintenu, le canton de Masevaux est élargi de 15 à 62 communes, issues des anciens cantons d'Altkirch (2 communes), de Cernay (3 communes), de Dannemarie (30 communes), de Ferrette (1 commune), de Hirsingue (11 communes), de Masevaux (14 communes) et de Thann (1 commune). Avec ce redécoupage administratif, le territoire du canton s'affranchit des limites d'arrondissements, avec 45 communes incluses dans l'arrondissement d'Altkirch et 17 communes dans l'arrondissement de Thann-Guebwiller. Le bureau centralisateur est situé à Masevaux.
Le canton prend sa dénomination actuelle par décret du 24 février 2021.

## Représentation

### Conseillers généraux de 1833 à 1871 et de 1919 à 2015
| Période                                  | Période      | Identité                                      | Étiquette                | Qualité |
| ---------------------------------------- | ------------ | --------------------------------------------- | ------------------------ | --- |
| 1833                                     | 1842         | François Xavier Girol                         |                          | Notaire, adjoint puis maire de Masevaux |
| 1842                                     | 1846         | Jacques François Kuhn                         |                          | Architecte à Masevaux, membre du conseil de l'arrondissement de Belfort                                                                                             |
| 1846                                     | 1848         | César de Waldner de Freundstein (1825-1884)   |                          | Capitaine de la garde impériale puis associé de la maison Koechlin, Favre, Waldner, filature et tissage à Masevaux Puis receveur particulier des finances à Belfort |
| 1848                                     | 1852         | Louis Joseph Gendre                           |                          | Notaire à Masevaux |
| 1852                                     | 1858         | Adrien Klié (1818-1892)                       |                          | Procureur impérial près le Tribunal civil de Schlestadt |
| 1858                                     | 1870         | François Louis Bian                           |                          | Fabricant, maire de Sentheim |
|                                          |              |                                               |                          | |
| 1919                                     | 1926 (décès) | Jules Hincky (1861-1926)                      | UPR                      | Maire de Masevaux (1915-1920) |
| 1926                                     | 1940         | Charles André (1874-1954)                     | Ind. Catholique national | Industriel à Masevaux |
|                                          |              |                                               |                          | |
| 1945                                     | 1955         | Jacques André (1903-1986) (fils du précédent) | Ind.puis RPF puis DVD    | Industriel à Masevaux |
| 1955                                     | 1955 (décès) | Joseph Xavier Gebel (1894-1955)               | DVD                      | Marchand de bois Maire d'Oberbruck (1945-1955) |
| 1956                                     | 1992         | Louis Uhlrich                                 | MRP puis CD puis UDF-CDS | Professeur d'histoire Président du SIVOM de la Vallée de la Doller Adjoint au maire d'Altkirch                                                                      |
| 1992                                     | 2011         | Jean-Luc Reitzer                              | SE                       | Agriculteur propriétaire-exploitant Maire de Niederbruck |
| 2011                                     | 2015         | Laurent Lerch                                 | SE puis UDI              | Gérant de société Maire de Masevaux depuis 2008 puis de Masevaux-Niederbruck jusqu'en 2020                                                                          |
| Les données manquantes sont à compléter. |              |                                               |                          | |

### Conseillers d'arrondissement (de 1833 à 1871 et de 1919 à 1940)
Le canton de Masevaux avait deux conseillers d'arrondissement à partir de 1919.
De 1833 à 1871, il appartenait à l'arrondissement de Belfort.
| Période                                  | Période | Identité                   | Étiquette | Qualité |
| ---------------------------------------- | ------- | -------------------------- | --------- | --- |
| 1833                                     | 1836    | Joseph Ignace Zeller       |           | Manufacturier, maire d'Oberbruck                                                                            |
| 1836                                     | 1842    | Jacques François Kuhn      |           | Architecte à Masevaux                                                                                       |
| 1842                                     | 1848    | M. Girol                   |           | Notaire, maire de Masevaux                                                                                  |
| 1848                                     |         | M. Schwalm                 |           | |
|                                          |         |                            |           | |
| 1925                                     | 1940    | Xavier Ditner              | UPR       | Cultivateur à Sentheim                                                                                      |
| 1925                                     | 1931    | Paul Gendre (1877-1962)    |           | Propriétaire de scierie à Masevaux                                                                          |
| 1931                                     | 1940    | Bernard Hincky (1884-1969) |           | Maire de Masevaux (1935-1942)                                                                               |
| 1940                                     |         |                            |           | Les conseils d'arrondissement ont été suspendus par la loi du 12 octobre 1940 et n'ont jamais été réactivés |
| Les données manquantes sont à compléter. |         |                            |           | |

### Conseillers départementaux à partir de 2015
| Période élective | Période élective | Mandat | Mandat   | Identité             | Nuance | Nuance | Qualité |
| ---------------- | ---------------- | ------ | -------- | -------------------- | ------ | ------ | --- |
| 2015             | 2021             | 2015   | 2021     | Fabienne Orlandi     |        | DVD    | Contrôleur principal des finances publiques Maire de Kirchberg Vice-présidente/rapporteure générale du budget, rapporteure de la commission administration générale et ressources humaines |
| 2015             | 2021             | 2015   | 2021     | Rémy With            |        | DVD    | Greffier divisionnaire à la retraite Conseiller général du canton de Dannemarie (1979-2015) Maire d'Altenach (1971-2001) 1er vice-président du conseil départemental Président de la commission patrimoine immobilier, actions et territoires Président du conseil départemental depuis août 2020 |
| 2021             | 2028             | 2021   | en cours | Maxime Beltzung      |        | LR     | Attaché parlementaire de Jean-Luc Reitzer, maire de Masevaux-Niederbruck |
| 2021             | 2028             | 2021   | en cours | Isabelle Hector-Butz |        | LR     | Assistante sociale en milieu scolaire, conseillère municipale déléguée de Seppois-le-Bas |

À l'issue du 1er tour des élections départementales de 2015, deux binômes sont en ballotage : Fabienne Orlandi et Rémy With (DVD, 38,65 %) et Claudia Noletta et Sébastien Schoettel (FN, 31,34 %). Le taux de participation est de 51,25 % (15 007 votants sur 29 280 inscrits) contre 47,8 % au niveau départemental et 50,17 % au niveau national.
Au second tour, Fabienne Orlandi et Rémi With (DVD) sont élus avec 64,07 % des suffrages exprimés et un taux de participation de 50,03 % (8 504 voix pour 14 650 votants et 29 285 inscrits).

## Composition

### Composition avant 2015
Le canton de Masevaux regroupe 15 communes.

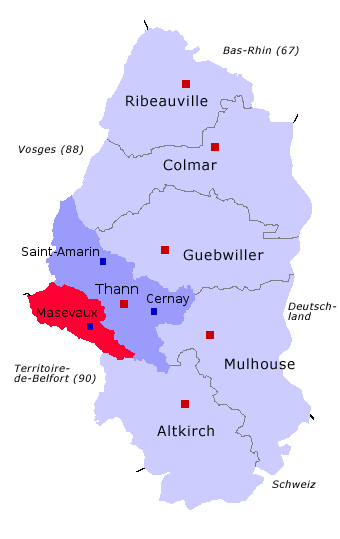
Représentation du canton de Masevaux au sein de l'arrondissement de Thann et du département du Haut-Rhin avant 2015.

| Nom                   | Code Insee | Codepostal | Superficie (km2) | Population (dernière pop. légale) | Densité (hab./km2) |
| --------------------- | ---------- | ---------- | ---------------- | --------------------------------- | ------------------ |
| Masevaux (chef-lieu)  | 68201      | 68290      | 23,21            | 3 334 (2012)                      | 144                |
| Bourbach-le-Haut      | 68046      | 68290      | 6,86             | 416 (2012)                        | 61                 |
| Dolleren              | 68073      | 68290      | 8,37             | 457 (2012)                        | 55                 |
| Kirchberg             | 68167      | 68290      | 6,74             | 816 (2012)                        | 121                |
| Lauw                  | 68179      | 68290      | 4,61             | 938 (2012)                        | 203                |
| Mortzwiller           | 68219      | 68780      | 4,23             | 332 (2012)                        | 78                 |
| Niederbruck           | 68233      | 68290      | 3,78             | 464 (2012)                        | 123                |
| Oberbruck             | 68239      | 68290      | 4,30             | 428 (2012)                        | 100                |
| Rimbach-près-Masevaux | 68275      | 68290      | 16,66            | 489 (2012)                        | 29                 |
| Sentheim              | 68304      | 68780      | 6,18             | 1 669 (2012)                      | 270                |
| Sewen                 | 68307      | 68290      | 21,50            | 529 (2012)                        | 25                 |
| Sickert               | 68308      | 68290      | 5,12             | 329 (2012)                        | 64                 |
| Soppe-le-Bas          | 68313      | 68780      | 5,68             | 740 (2012)                        | 130                |
| Soppe-le-Haut         | 68314      | 68780      | 7,37             | 564 (2012)                        | 77                 |
| Wegscheid             | 68361      | 68290      | 10,06            | 336 (2012)                        | 33                 |

### Composition depuis 2015
Après le redécoupage cantonal de 2014, le canton de Masevaux comprenait soixante-deux communes.
Il comprend désormais 59 communes à la suite de trois fusions de communes au 1er janvier 2016 :
- Masevaux et Niederbruck pour former la commune nouvelle de Masevaux-Niederbruck[15],
- Ammertzwiller et Bernwiller pour former la commune nouvelle de Bernwiller[16],
- Mortzwiller et Soppe-le-Haut pour former la commune nouvelle du Haut-Soultzbach[17].

| Nom                                          | Code Insee | Intercommunalité                              | Superficie (km2) | Population (dernière pop. légale) | Densité (hab./km2) | Modifier                                    |
| -------------------------------------------- | ---------- | --------------------------------------------- | ---------------- | --------------------------------- | ------------------ | ------------------------------------------- |
| Masevaux-Niederbruck (bureau centralisateur) | 68201      | CC de la Vallée de la Doller et du Soultzbach | 26,99            | 3 615 (2022)                      | 134                | modifier les données · modifier les données |
| Altenach                                     | 68002      | CC Sud Alsace Largue                          | 6,18             | 378 (2022)                        | 61                 | modifier les données · modifier les données |
| Ballersdorf                                  | 68017      | CC Sud Alsace Largue                          | 10,72            | 815 (2022)                        | 76                 | modifier les données · modifier les données |
| Balschwiller                                 | 68018      | CC Sud Alsace Largue                          | 9,79             | 736 (2022)                        | 75                 | modifier les données · modifier les données |
| Bellemagny                                   | 68024      | CC Sud Alsace Largue                          | 2,10             | 148 (2022)                        | 70                 | modifier les données · modifier les données |
| Bernwiller                                   | 68006      | CC Sud Alsace Largue                          | 10,65            | 1 209 (2022)                      | 114                | modifier les données · modifier les données |
| Bréchaumont                                  | 68050      | CC Sud Alsace Largue                          | 6,51             | 406 (2022)                        | 62                 | modifier les données · modifier les données |
| Bretten                                      | 68052      | CC Sud Alsace Largue                          | 4,16             | 185 (2022)                        | 44                 | modifier les données · modifier les données |
| Buethwiller                                  | 68057      | CC Sud Alsace Largue                          | 3,84             | 244 (2022)                        | 64                 | modifier les données · modifier les données |
| Burnhaupt-le-Bas                             | 68059      | CC de la Vallée de la Doller et du Soultzbach | 11,77            | 1 981 (2022)                      | 168                | modifier les données · modifier les données |
| Burnhaupt-le-Haut                            | 68060      | CC de la Vallée de la Doller et du Soultzbach | 12,49            | 1 753 (2022)                      | 140                | modifier les données · modifier les données |
| Chavannes-sur-l'Étang                        | 68065      | CC Sud Alsace Largue                          | 6,04             | 655 (2022)                        | 108                | modifier les données · modifier les données |
| Dannemarie                                   | 68068      | CC Sud Alsace Largue                          | 4,35             | 2 258 (2022)                      | 519                | modifier les données · modifier les données |
| Diefmatten                                   | 68071      | CC Sud Alsace Largue                          | 3,17             | 301 (2022)                        | 95                 | modifier les données · modifier les données |
| Dolleren                                     | 68073      | CC de la Vallée de la Doller et du Soultzbach | 8,37             | 460 (2022)                        | 55                 | modifier les données · modifier les données |
| Eglingen                                     | 68077      | CC Sud Alsace Largue                          | 3,72             | 365 (2022)                        | 98                 | modifier les données · modifier les données |
| Elbach                                       | 68079      | CC Sud Alsace Largue                          | 3,18             | 270 (2022)                        | 85                 | modifier les données · modifier les données |
| Eteimbes                                     | 68085      | CC Sud Alsace Largue                          | 4,96             | 397 (2022)                        | 80                 | modifier les données · modifier les données |
| Falkwiller                                   | 68086      | CC Sud Alsace Largue                          | 3,55             | 211 (2022)                        | 59                 | modifier les données · modifier les données |
| Friesen                                      | 68098      | CC Sud Alsace Largue                          | 8,42             | 667 (2022)                        | 79                 | modifier les données · modifier les données |
| Fulleren                                     | 68100      | CC Sud Alsace Largue                          | 5,31             | 337 (2022)                        | 63                 | modifier les données · modifier les données |
| Gildwiller                                   | 68105      | CC Sud Alsace Largue                          | 5,02             | 259 (2022)                        | 52                 | modifier les données · modifier les données |
| Gommersdorf                                  | 68107      | CC Sud Alsace Largue                          | 4,15             | 394 (2022)                        | 95                 | modifier les données · modifier les données |
| Guevenatten                                  | 68114      | CC Sud Alsace Largue                          | 2,15             | 156 (2022)                        | 73                 | modifier les données · modifier les données |
| Guewenheim                                   | 68115      | CC de la Vallée de la Doller et du Soultzbach | 8,55             | 1 353 (2022)                      | 158                | modifier les données · modifier les données |
| Hagenbach                                    | 68119      | CC Sud Alsace Largue                          | 4,81             | 766 (2022)                        | 159                | modifier les données · modifier les données |
| Le Haut Soultzbach                           | 68219      | CC de la Vallée de la Doller et du Soultzbach | 11,60            | 867 (2022)                        | 75                 | modifier les données · modifier les données |
| Hecken                                       | 68125      | CC Sud Alsace Largue                          | 2,45             | 529 (2022)                        | 216                | modifier les données · modifier les données |
| Hindlingen                                   | 68137      | CC Sud Alsace Largue                          | 8,00             | 631 (2022)                        | 79                 | modifier les données · modifier les données |
| Kirchberg                                    | 68167      | CC de la Vallée de la Doller et du Soultzbach | 6,74             | 716 (2022)                        | 106                | modifier les données · modifier les données |
| Largitzen                                    | 68176      | CC Sud Alsace Largue                          | 5,60             | 333 (2022)                        | 59                 | modifier les données · modifier les données |
| Lauw                                         | 68179      | CC de la Vallée de la Doller et du Soultzbach | 4,61             | 896 (2022)                        | 194                | modifier les données · modifier les données |
| Magny                                        | 68196      | CC Sud Alsace Largue                          | 4,30             | 286 (2022)                        | 67                 | modifier les données · modifier les données |
| Manspach                                     | 68200      | CC Sud Alsace Largue                          | 5,33             | 533 (2022)                        | 100                | modifier les données · modifier les données |
| Mertzen                                      | 68202      | CC Sud Alsace Largue                          | 2,01             | 196 (2022)                        | 98                 | modifier les données · modifier les données |
| Montreux-Jeune                               | 68214      | CC Sud Alsace Largue                          | 3,36             | 368 (2022)                        | 110                | modifier les données · modifier les données |
| Montreux-Vieux                               | 68215      | CC Sud Alsace Largue                          | 4,14             | 924 (2022)                        | 223                | modifier les données · modifier les données |
| Mooslargue                                   | 68216      | CC Sud Alsace Largue                          | 5,63             | 405 (2022)                        | 72                 | modifier les données · modifier les données |
| Oberbruck                                    | 68239      | CC de la Vallée de la Doller et du Soultzbach | 4,30             | 390 (2022)                        | 91                 | modifier les données · modifier les données |
| Pfetterhouse                                 | 68257      | CC Sud Alsace Largue                          | 14,28            | 967 (2022)                        | 68                 | modifier les données · modifier les données |
| Retzwiller                                   | 68268      | CC Sud Alsace Largue                          | 4,10             | 694 (2022)                        | 169                | modifier les données · modifier les données |
| Rimbach-près-Masevaux                        | 68275      | CC de la Vallée de la Doller et du Soultzbach | 16,66            | 433 (2022)                        | 26                 | modifier les données · modifier les données |
| Romagny                                      | 68282      | CC Sud Alsace Largue                          | 2,89             | 275 (2022)                        | 95                 | modifier les données · modifier les données |
| Saint-Cosme                                  | 68293      | CC Sud Alsace Largue                          | 2,71             | 77 (2022)                         | 28                 | modifier les données · modifier les données |
| Saint-Ulrich                                 | 68299      | CC Sud Alsace Largue                          | 3,85             | 303 (2022)                        | 79                 | modifier les données · modifier les données |
| Sentheim                                     | 68304      | CC de la Vallée de la Doller et du Soultzbach | 6,18             | 1 534 (2022)                      | 248                | modifier les données · modifier les données |
| Seppois-le-Bas                               | 68305      | CC Sud Alsace Largue                          | 6,73             | 1 426 (2022)                      | 212                | modifier les données · modifier les données |
| Seppois-le-Haut                              | 68306      | CC Sud Alsace Largue                          | 6,27             | 504 (2022)                        | 80                 | modifier les données · modifier les données |
| Sewen                                        | 68307      | CC de la Vallée de la Doller et du Soultzbach | 21,50            | 488 (2022)                        | 23                 | modifier les données · modifier les données |
| Sickert                                      | 68308      | CC de la Vallée de la Doller et du Soultzbach | 5,12             | 331 (2022)                        | 65                 | modifier les données · modifier les données |
| Soppe-le-Bas                                 | 68313      | CC de la Vallée de la Doller et du Soultzbach | 5,68             | 780 (2022)                        | 137                | modifier les données · modifier les données |
| Sternenberg                                  | 68326      | CC Sud Alsace Largue                          | 3,44             | 145 (2022)                        | 42                 | modifier les données · modifier les données |
| Strueth                                      | 68330      | CC Sud Alsace Largue                          | 4,31             | 354 (2022)                        | 82                 | modifier les données · modifier les données |
| Traubach-le-Bas                              | 68336      | CC Sud Alsace Largue                          | 6,78             | 464 (2022)                        | 68                 | modifier les données · modifier les données |
| Traubach-le-Haut                             | 68337      | CC Sud Alsace Largue                          | 6,91             | 636 (2022)                        | 92                 | modifier les données · modifier les données |
| Ueberstrass                                  | 68340      | CC Sud Alsace Largue                          | 5,12             | 345 (2022)                        | 67                 | modifier les données · modifier les données |
| Valdieu-Lutran                               | 68192      | CC Sud Alsace Largue                          | 5,17             | 423 (2022)                        | 82                 | modifier les données · modifier les données |
| Wegscheid                                    | 68361      | CC de la Vallée de la Doller et du Soultzbach | 10,06            | 317 (2022)                        | 32                 | modifier les données · modifier les données |
| Wolfersdorf                                  | 68378      | CC Sud Alsace Largue                          | 3,66             | 356 (2022)                        | 97                 | modifier les données · modifier les données |
| Canton de Masevaux-Niederbruck               | 6809       |                                               | 390,44           | 38 245 (2022)                     | 98                 | modifier les données                        |

## Démographie

### Démographie avant 2015
| 1962  | 1968  | 1975  | 1982  | 1990   | 1999   | 2006   | 2011   | 2012   |
| ----- | ----- | ----- | ----- | ------ | ------ | ------ | ------ | ------ |
| 9 565 | 9 542 | 9 590 | 9 777 | 10 221 | 11 054 | 11 532 | 11 865 | 11 841 |

### Démographie depuis 2015
En 2022, le canton comptait 38 245 habitants, en évolution de −0,71 % par rapport à 2016 (Haut-Rhin : +0,66 %, France hors Mayotte : +2,11 %).
| 2013   | 2018   | 2022   |
| ------ | ------ | ------ |
| 38 249 | 38 380 | 38 245 |